# لسلی نیلسن
لسلی ویلیام نیلسن (به انگلیسی: Leslie William Nielsen) (زاده ۱۱ فوریه ۱۹۲۶ – درگذشته ۲۸ نوامبر ۲۰۱۰) بازیگر کمدین آمریکایی - کانادایی بود. او با ۶۰ سال فعالیت حرفه‌ای در بیش از ۱۰۰ فیلم و ۱۵۰ برنامه تلویزیونی حضور یافت و نقش ۲۲۰ شخصیت مختلف را بازی کرد.

## زندگی شخصی

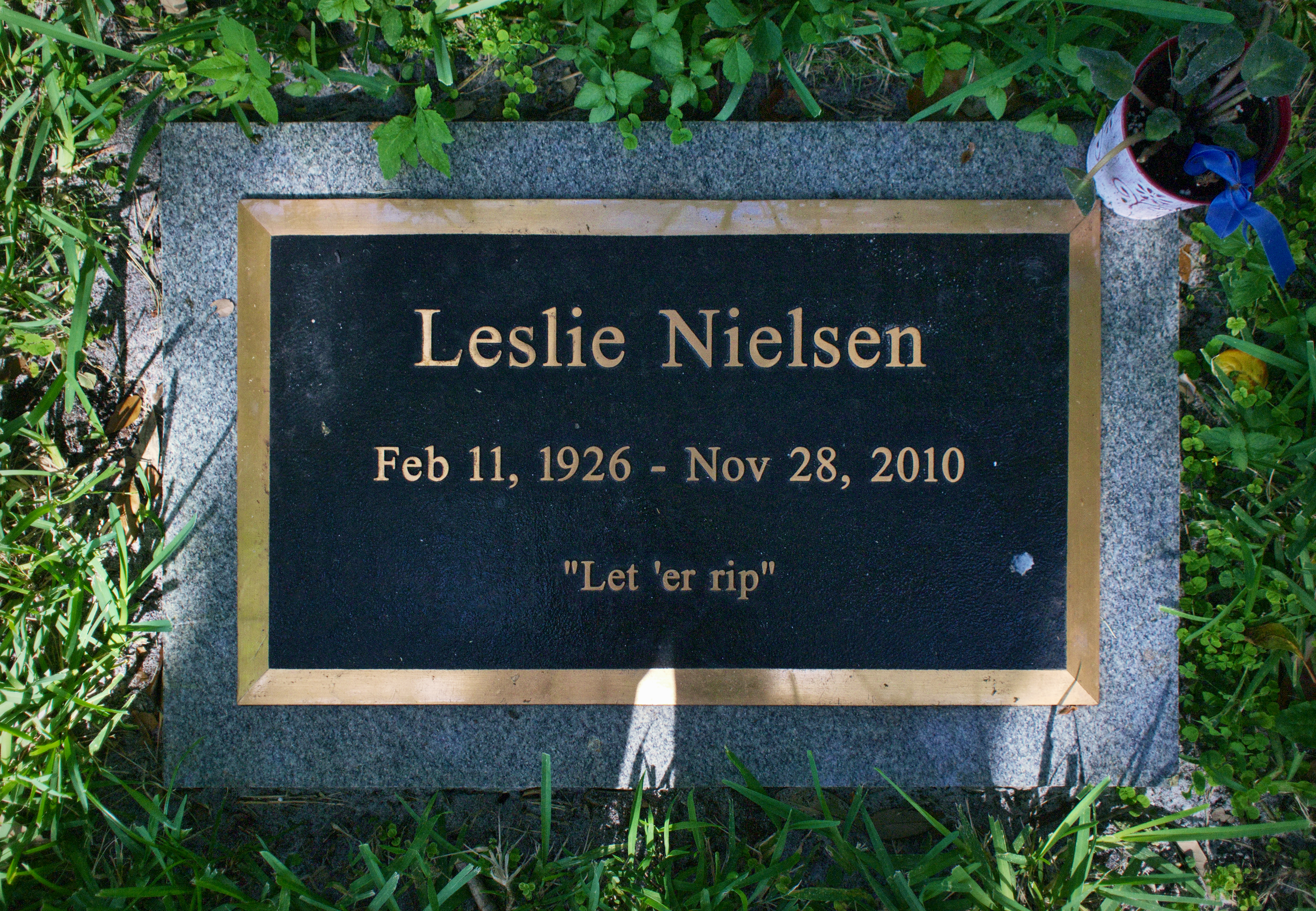
قبر لسلی نلسن

لسلی ۴ بار ازدواج کرد. مونیکا بویر (۱۹۵۶–۱۹۵۰)، آلیسند آلمن (۱۹۷۳–۱۹۵۸)، بروکس اولیور (۱۹۸۳–۱۹۸۱) و باربری ایرل (۲۰۱۰–۲۰۰۱). او از همسر دوم خود دو دختر به نام‌های مورا و تی دارد.
در عرصهٔ ورزش نیز لسلی علاقه بسیاری به ورزش گلف داشت و در زمان بیکاری مشغول به این بازی می‌شد. توانایی‌اش در ورزش باعث شد بتواند نقش کمدی چند مربی را به خوبی ایفا کند.

## مرگ
در نوامبر ۲۰۱۰ لسلی را برای معالجه سینه‌پهلو به بیمارستان فلوریدا منتقل می‌کنند و در ۲۸ نوامبر اقوام او طی مصاحبه‌ای با رادیو، خبر مرگ وی را در هنگام خواب و بر اثر مشکلات سینه‌پهلو اعلام می‌کنند.

## گزیدۀ نقش‌آفرینی‌ها
| سال  | فیلم                                    | نقش                      | توضیحات                                |
| ---- | --------------------------------------- | ------------------------ | -------------------------------------- |
| ۱۹۵۵ | نبرد گتیزبرگ                            | Narrator                 |                                        |
| ۱۹۵۶ | خون‌بها!                                 | Charlie Telfer           | Film debut, as an actor                |
| ۱۹۵۶ | سیاره ممنوعه                            | Commander John J. Adams  | First starring role                    |
| ۱۹۵۶ | پادشاه خانه‌به‌دوش                        | Thibault                 |                                        |
| ۱۹۵۶ | جنس مخالف                               | Steve Hilliard           |                                        |
| ۱۹۵۷ | شب گرم تابستان                          | William Joel Partain     |                                        |
| ۱۹۵۷ | تمی و مرد مجرد                          | Peter Brent              |                                        |
| ۱۹۶۴ | مردی از یو.ان.سی.ال.ای.                 | -                        |                                        |
| ۱۹۶۵ | هارلو                                   | Richard Manley           |                                        |
| ۱۹۶۶ | بو ژست                                  | Lieutenant De Ruse       |                                        |
| ۱۹۶۷ | کنترپوان                                | Victor Rice              |                                        |
| ۱۹۷۲ | ماجرای پوزیدون                          | Captain Harrison         |                                        |
| ۱۹۷۷ | فیلم کنتاکی فراید                       | Man in Feel-O-Rama Movie | Uncredited cameo; Feel-O-Rama segment. |
| ۱۹۸۰ | هواپیما!                                | Dr. Rumack               | First comedy role.                     |
| ۱۹۸۲ | نمایش شفق                               | Various Characters       |                                        |
| ۱۹۸۲ | نمایش مورمور                            | Richard Vickers          | "Something To Tide You Over" segment   |
| ۱۹۸۲ | اشتباه درست است                         |                          |                                        |
| ۱۹۸۷ | دیوانه                                  |                          | .                                      |
| ۱۹۸۸ | سلاح عریان: پرونده‌های جوخه پلیس!        |                          | .                                      |
| ۱۹۹۱ | همه چیزی که برای کریسمس می‌خواهم         | بابا نوئل                | Family holiday film                    |
| ۱۹۹۱ | سلاح عریان دو و یک‌دوم: بوی ترس          |                          |                                        |
| ۱۹۹۴ | سلاح عریان سی و سه و یک‌سوم: آخرین اهانت |                          |                                        |
| ۱۹۹۵ | درخت کریسمس آقای ویلیوبی                | Willowby's butler        |                                        |
| ۱۹۹۵ | دراکولا: مرده و دوستدار آن              |                          |                                        |
| ۱۹۹۶ | ضد جاسوسی                               |                          |                                        |
| ۱۹۹۷ | آقای ماگو                               | Mr. Magoo                |                                        |
| ۱۹۹۸ | به اشتباه متهم شد                       |                          |                                        |
| ۲۰۰۱ | استتار                                  | Jack Potter              |                                        |
| ۲۰۰۱ | کوین شمال                               | Clive Thornton           |                                        |
| ۲۰۰۳ | فیلم ترسناک ۳                           | President Harris         |                                        |
| ۲۰۰۶ | فیلم ترسناک ۴                           | President Harris         |                                        |
| ۲۰۰۸ | سوپرقهرمان فیلم                         | Uncle Albert             |                                        |
| ۲۰۰۸ | کارول آمریکایی                          |                          |                                        |